# Connie Morella
Connie Morella, właśc. Constance Albanese Morella (ur. 12 lutego 1931 w Somerville, Massachusetts) – amerykańska polityk, działaczka Partii Republikańskiej. W latach 1987–2003 była przedstawicielką ósmego okręgu wyborczego w stanie Maryland w Izbie Reprezentantów Stanów Zjednoczonych. Od 2003 roku jest pełni funkcję ambasadora Stanów Zjednoczonych przy Organizacji Współpracy Gospodarczej i Rozwoju (OECD).